# Broadcasting Corporation of China
La Broadcasting Corporation of China  (BCC, xinès simplificat: 中国广播公司, pinyin: Zhōngguó Guǎngbō Gōngsī) és una companyia de radiodifusió de la República de la Xina (també coneguda com a Taiwan). Va ser fundada com a Sistema Central de Radiodifusió a Nanjing el 1928.

## Història

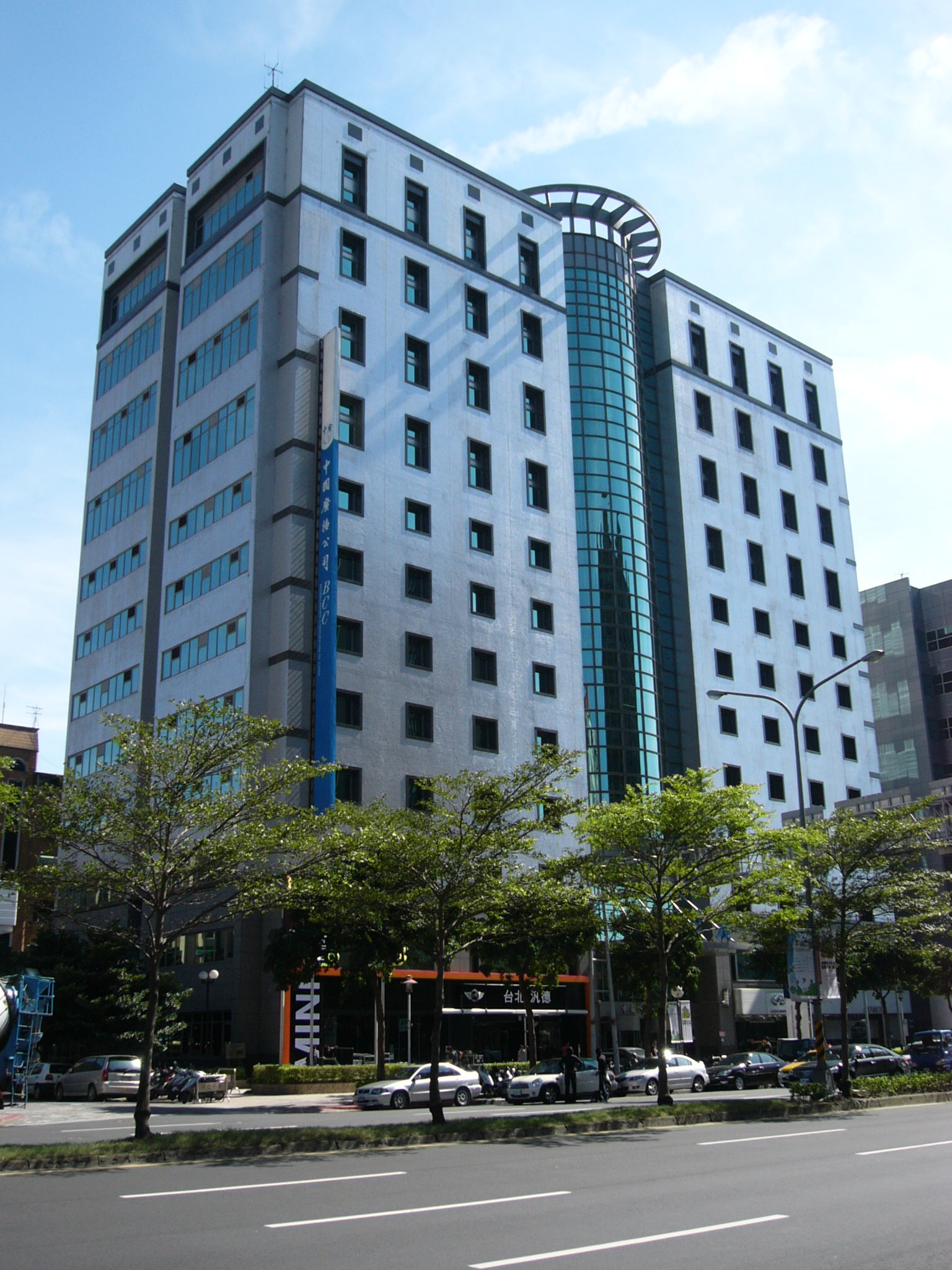
Edifici BCC Songjiang a Taipei, Taiwan.

El Sistema Central de Radiodifusió es considera la primera estació de ràdio dirigida pel govern de la Xina amb una infraestructura amb cara i ulls. La primera estació de la República de la Xina, però, va ser la Radio Corporation of China de 1923. Originalment tenia la seu a Harbin. No obstant això, com que la Radio Corporation of China era originalment propietat de Radio Corporation of America, el govern xinés la va tancar.
CBS va ser establerta originalment pel Guomindang. Va fer la primera emissió l'any 1928 amb l'indicatiu de trucada de XKM, i més tard el va canviar a XGOA. L'estació es va convertir en el punt central amb múltiples estacions establertes a altres grans ciutats. La infraestructura va ser important per controlar la comunicació per ones i qualsevol difusió de propaganda. El 1935, va formar un conjunt musical per a l'emissió de música tradicional xinesa, que es considera la primera orquestra xinesa formada.
El 1947 es va canviar el nom a "Broadcasting Corporation of China". BCC es va traslladar a l'illa de Taiwan el 1949, quan el govern del Kuomintang va ser derrotat a la Guerra Civil Xinesa.
L'any 2005, seguint la política del govern d'eliminar les influències polítiques i militars dels mitjans de comunicació, BCC va ser privatitzada i venuda a un holding del China Times Group a un preu de 9.300 milions de NTD. El desembre de 2006, BCC es va vendre, a través de la Hua Hsia Investment Holding Company, propietat del KMT, a un grup de quatre holdings vinculats a Jaw Shaw-kong. La Comissió Nacional de Comunicacions va aprovar la venda el juny de 2007. Poc després, Jaw va ser acusat d'intentar construir un monopoli mediàtic, i l'executiu Yuan va retirar la seua aprovació. La Comissió de Comerç Just va multar l'altra companyia de mitjans de Jaw, UFO Network, el desembre de 2007 per no informar de l'adquisició de BCC. Finalment, la venda es va aprovar l'abril de 2008, després que la dona de Jaw reduís la seua participació en UFO Network fins al 10%. L'any 2016, el Comitè de liquidació d'actius malaconseguits del partit va iniciar una investigació sobre la venda de la BCC. El comitè va anunciar les seues conclusions el 2019, afirmant que la investigació va determinar que BCC estava afiliat al Guomindang.
Actualment, és una empresa de propietat privada baix un contracte governamental i també opera la majoria de serveis de xarxa de ràdio a Taiwan.